# Chía, Colombia
Chía är en kommun och stad i departementet Cundinamarca i centrala Colombia. Staden ligger 26 km nord om Colombias huvudstad, Bogotá, och räknas till Bogotás storstadsområde. Staden hade 81 256 invånare år 2008, med totalt 106 355 invånare i hela kommunen. Staden har en lång historia som går tillbaka till precolumbiansk tid. Universitetet Universidad de La Sabana är även beläget här.
Chía är känt för sin gastronomi och sina restauranger. Några av de mest kände är Andres Carne de Res, El Galapago, El despacho och The Store of Don Chucho.

## Historia
Området som idag utgör Chía beboddes från början av olika grupper av den indianska ursprungsbefolkningen, först av Herrera och senare av Muiscafolket, och området var en viktig bosättningen i det precolumbianska tiden. Platsen var ett ceremoniellt centrum för dyrkandet av mångudinnan Chia. Den 24 mars 1537 ankom spanjorerna under Gonzalo Jiménez de Quesadas befäl till området som en del av den spanska erövringen av Muisca, och området togs genast under spansk kontroll.
År 1781, under Comunerosrevolten (Spanska: Insurrección de los comuneros) passerade de upproriska folkmassorna Chía och stannade i staden på deras väg mot Bogotá, precis intill det som idag är känt som Commonersbron  (spanska: Puente del Común). På platsen tillmötesgick den spanska vicekungen många av rebellernas krav, men medan rebellerna delade upp sig och återvände hem, förklarade vicekungen eftergifterna ogiltiga och påstod att han signerat dem under press.

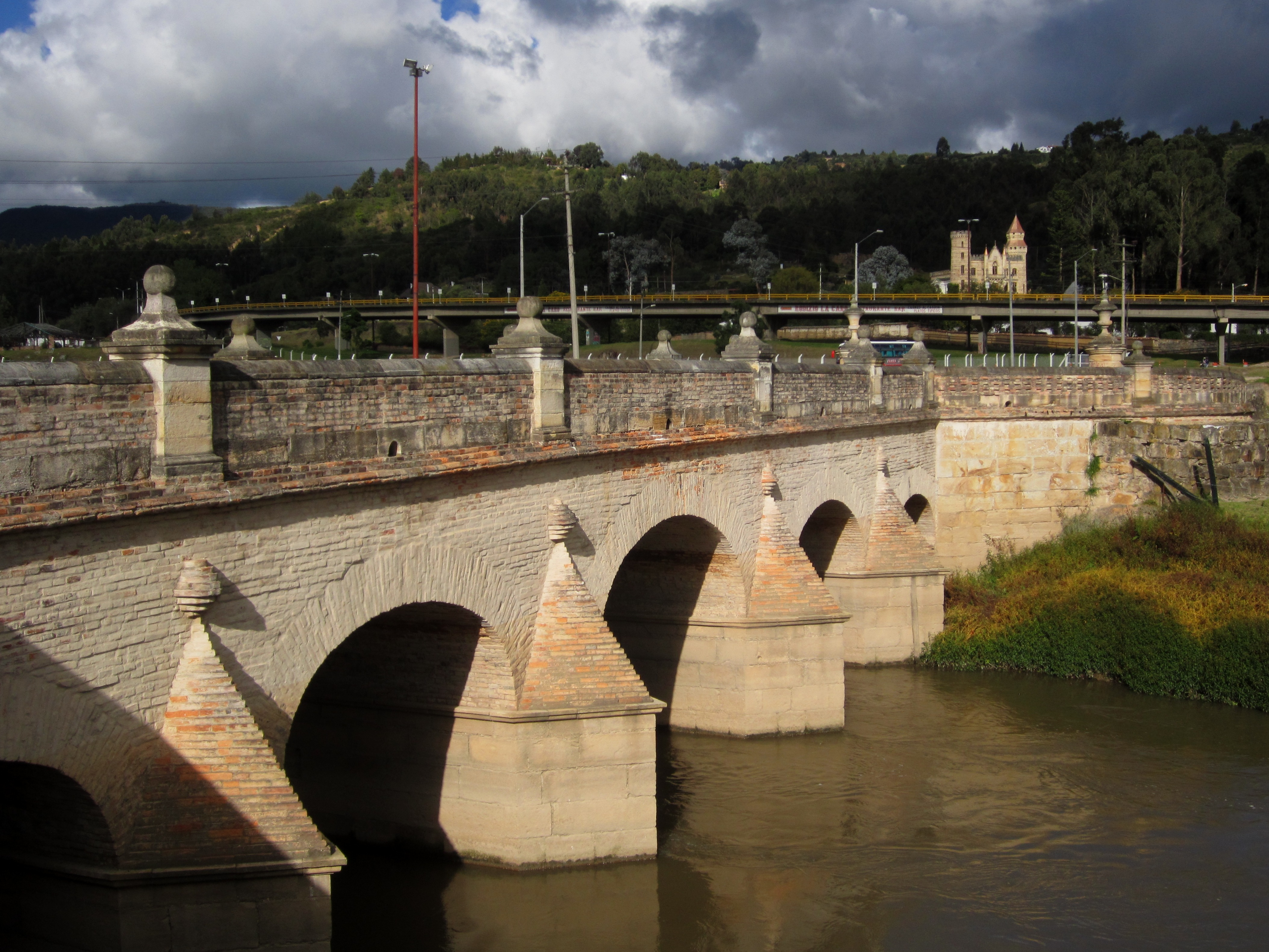
Puente del Común, bron där föredraget mellan rebellerna och den spanske vicekungen ägde rum.